# Harvard-Smithsonian Center for Astrophysics

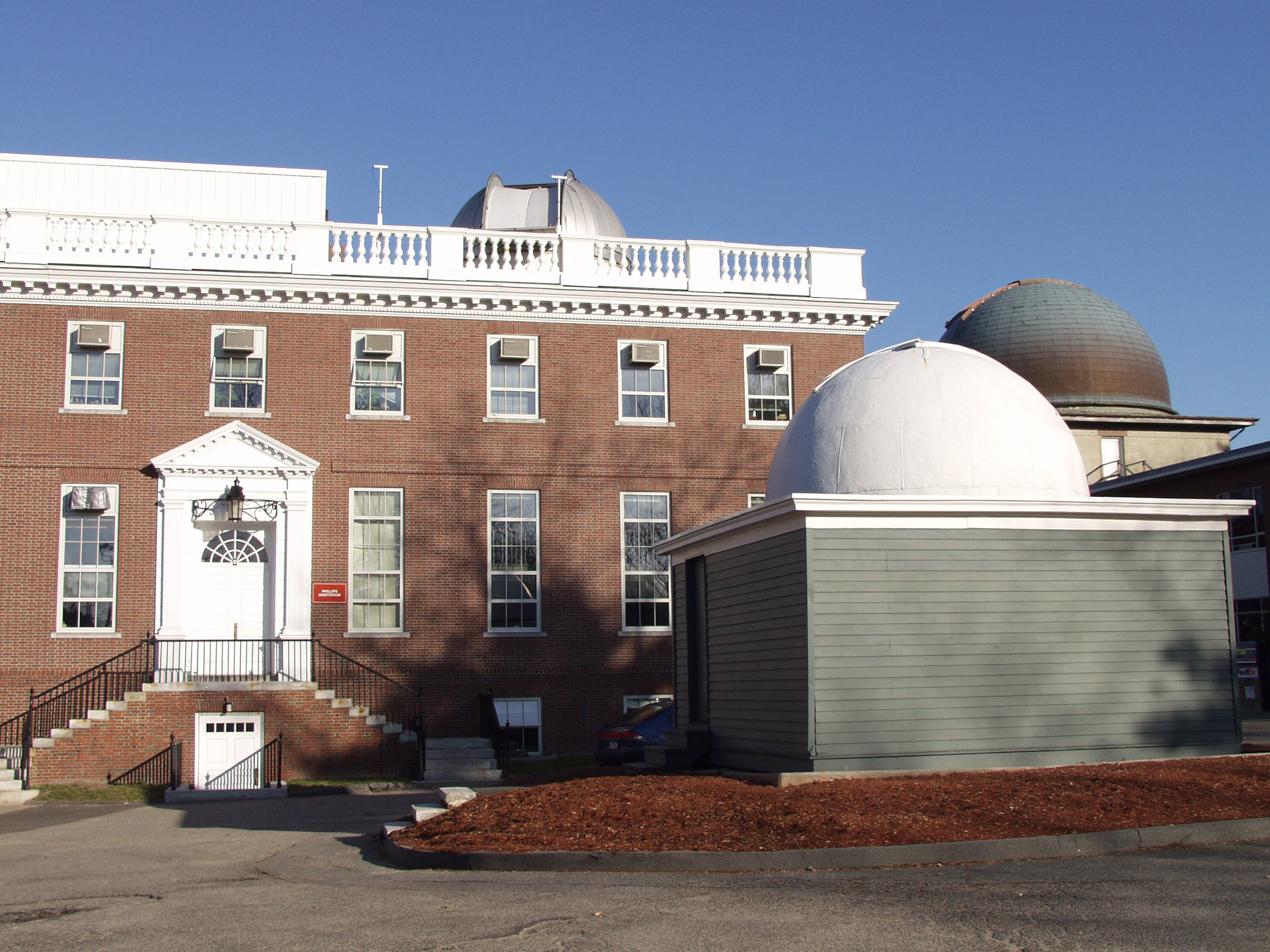
Veduta esterna del CfA

L'Harvard-Smithsonian Center for Astrophysics (CfA) è una delle principali istituzioni scientifiche mondiali nel campo dell'astrofisica. La sua missione è ampliare la conoscenza e la comprensione dell'Universo, attraverso la ricerca e l'insegnamento dell'astronomia, dell'astrofisica, delle scienze della terra e delle scienze dello spazio.
Il centro fu fondato nel 1973 attraverso una collaborazione fra la Smithsonian Institution e l'Università di Harvard, e consiste di due istituti principali, l'Harvard College Observatory e lo Smithsonian Astrophysical Observatory. La sede principale si trova a Cambridge (Massachusetts), e coordina diverse strutture-satellite in giro per il mondo. L'attuale direttore del CfA è Charles R. Alcock, in carica dal 2004. Il precedente direttore fu Irwin I. Shapiro, in carica dal 1982.

## Osservatori terrestri
- Fred Lawrence Whipple Observatory (FLWO)
- Telescopi Magellano
- MMT Observatory
- South Pole Telescope
- Submillimeter Array
- 1.2-Meter Millimeter-Wave Telescope
- VERITAS

## Osservatori spaziali
- Chandra X-ray Observatory
- Hinode
- Solar and Heliospheric Observatory (SOHO)
- Spitzer Space Telescope

## Progetti futuri
- Giant Magellan Telescope
- Murchison Widefield Array
- Square Kilometer Array
- Pan-STARRS
- Large Synoptic Survey Telescope
- Constellation-X Observatory

## Curiosità
L'asteroide 10234 Sixtygarden prende il nome dall'indirizzo del CfA (60, Garden Street).